# Didymeles
Didymeles – rodzaj roślin należący do rodziny bukszpanowate (Buxaceae), dawniej wyodrębniany w monotypową rodzinę Didymelaceae. Do rodzaju należą 3 gatunki występujące w północnej części Madagaskaru oraz na Komorach.

## Morfologia
Zimozielone drzewa o skrętoległych, pojedynczych, całobrzegich i gładkich liściach. Kwiaty są drobne, promieniste i jednopłciowe (rośliny są dwupienne). Kwiaty pręcikowe mają zredukowany okwiat i zawierają 2 pręciki. Kwiaty słupkowe tworzą kłosy. Każdy posiada łuskowaty listek okwiatu. Zalążnia górna powstaje z jednego owocolistka. Owocem jest pestkowiec. 

## Systematyka
Pozycja systematyczna tych roślin długi czas była przedmiotem dyskusji systematyków. Armen Tachtadżian i później Arthur Cronquist w swoim systemie z 1981 umieścił ten rodzaj w odrębnym rzędzie Didymelales Takht. 1967. Wskazywano na pokrewieństwo tych roślin z rozmaitymi grupami systematycznymi. W końcu analizy analizujące podobieństwa chemiczne i anatomiczne wskazały na ścisłe powiązania z bukszpanowatymi. Później potwierdziły te relacje filogenetyczne także badania molekularne. W systemie APG I z 1998 i APG II z 2003 rodzaj wyodrębniany był w monotypową rodzinę Didymelaceae, siostrzaną dla Buxaceae. Podobnie Didymelaceae i Buxaceae w obrębie rzędu Buxales wyróżniał system Takhtajana z 2009. Począwszy od systemu APG III z 2009 rodzaj włączany jest do Buxaceae.
Wykaz gatunków
- Didymeles integrifolia J.St.-Hil.
- Didymeles madagascariensis Willd.
- Didymeles perrieri Leandri